# Stratotyp

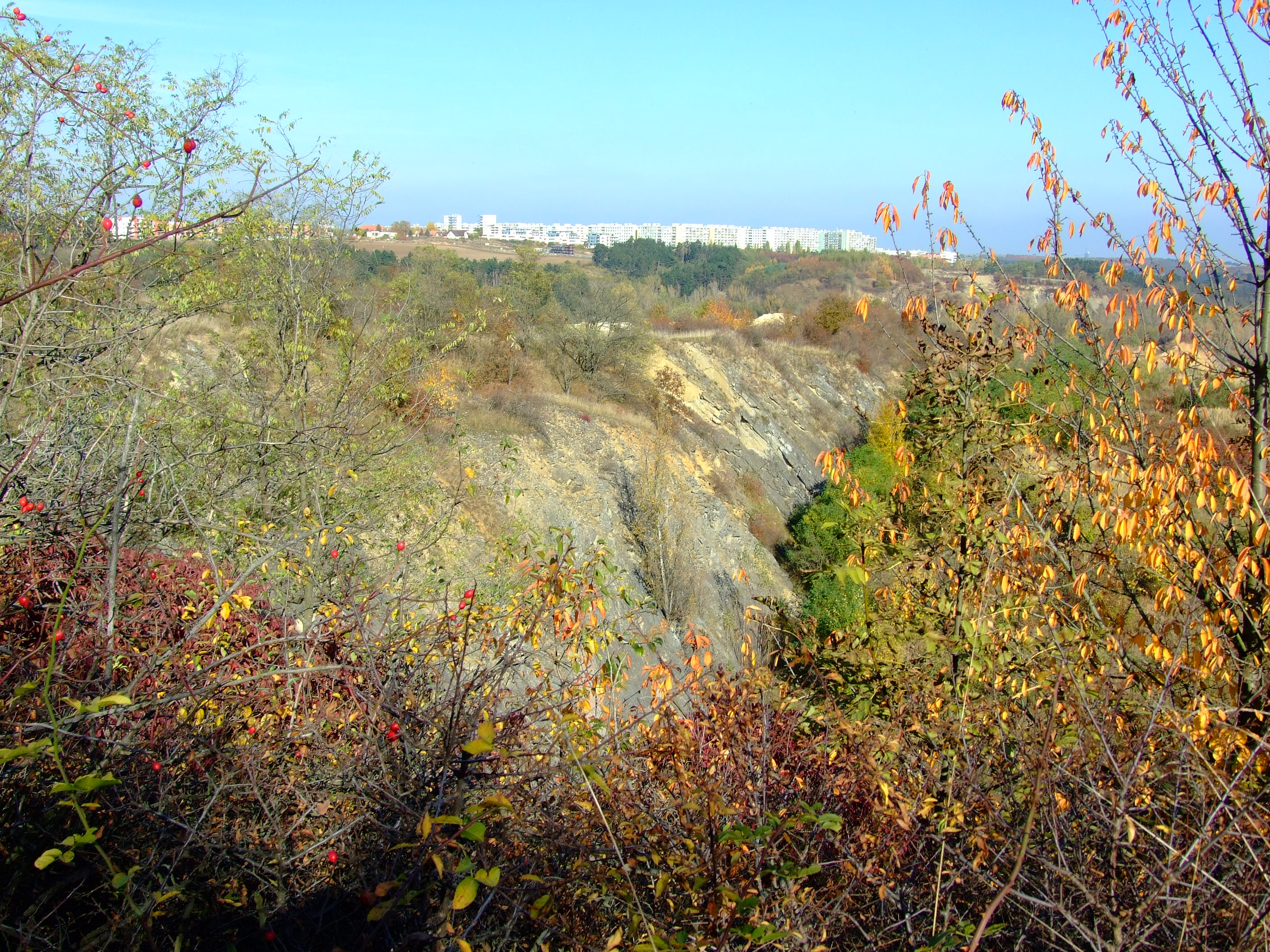
Lom Na požárech – mezinárodní stratotyp hranice ludlow-přídolí

Stratotyp je geologická lokalita, která definuje standard (typický sled) vrstev, které odpovídají konkrétním historickým geologickým obdobím. V Českém krasu je známý např. Klonk u Suchomast, který definuje celosvětový standard pro hranici siluru a devonu.
Stratotypy jsou určovány a schvalovány Mezinárodní komisí pro stratigrafii (International Commission on Stratigraphy), která je součástí Mezinárodní unie geologických věd (International Union of Geological Sciences).

## Významné české stratotypy
Z přibližně sedmi desítek doposud (v roce 2012) schválených mezinárodních stratotypů se na území Česka nalézají tři:
- Klonk u Suchomast (jižně od Berouna) – mezinárodní stratotyp hranice silur-devon [2]; jde o první vyhlášený stratotyp na světě (1972)[3]

- lom Na požárech v Praze-Řeporyjích – mezinárodní stratotyp hranice ludlow-přídolí a definice přídolí, nejmladšího oddělení siluru [4]
- Homolka v Praze-Velké Chuchli – mezinárodní stratotyp hranice lochkov-prag, dvou nejspodnějších stupňů devonu[5]

Jako pomocný mezinárodní stratotyp (parastratotyp) hranice silur-devon, doplňující mezinárodní stratotyp Klonk, byla v roce 1972 schválena Budňanská skála v Karlštejně.